# پنی مخوف

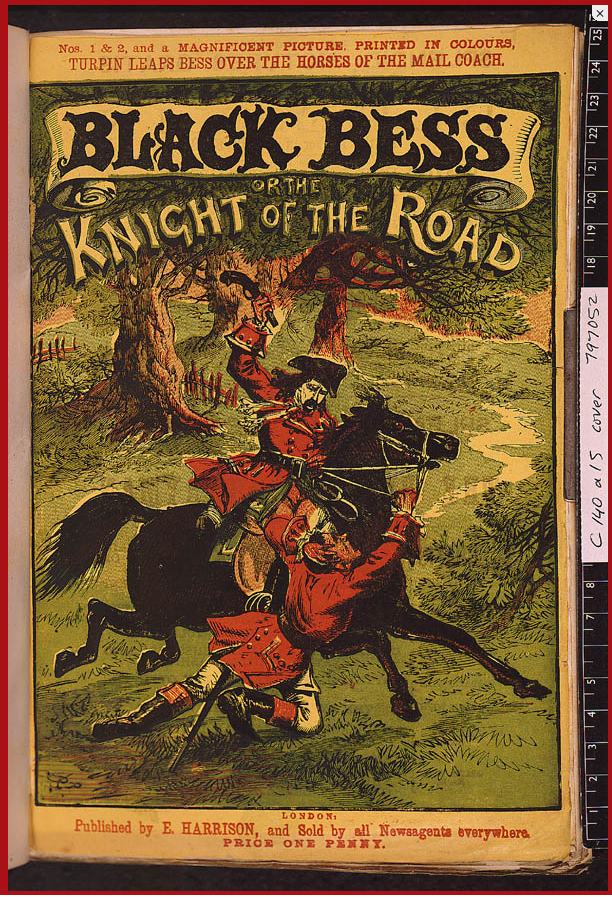
بس سیاه؛ یا شوالیهٔ جاده‌ها. اثر دیک تورپین، ۱۸۶۰

پنی مخوف یک مجموعه داستان سریالی محبوبی بود که در قرن نوزدهم در پادشاهی متحدهٔ بریتانیا به چاپ می‌رسید. این عنوان می‌تواند با پنی وحشتناک، پنی هولناک، و خون پنی نیز شناخته می‌شود. این اصطلاح از آنجا ناشی می‌شود که این داستان‌ها معمولاً به صورت هفتگی چاپ شده و قیمت هر کدام از آن‌ها یک پنی (کوچکترین واحد پول بریتانیا) بوده‌است. موضوع این داستان‌ها معمولاً قصه‌هایی پرشور از نبرد کارآگاهان با جنایتکاران یا موجودات ماورایی بود. این مجموعه برای نخستین بار در ۱۸۳۰ منتشر شد و شخصیت‌هایی مانند سوئینی تاد، دیک تورپین و وارنی خون‌آشام را به دنیا معرفی کرد. گاردین از پنی مخوف به عنوان «اولین تجربهٔ انگلیسی برای تولید فرهنگ عامه پسند برای جوانان جوانان» یاد کرد.
هر چند پنی مخوف به نوع خاصی از قصه‌های منتشر شده در بریتانیا و دورهٔ ویکتوریا اشاره دارد، اما این داستان‌ها شامل انواع مختلفی از نشریات با داستان‌های ارزان قیمت هیجان‌انگیز مانند جستارهای داستانی و کتابچه‌های کتابخانه‌ای بود. پنی مخوف بر روی کاغذ تهیه شده از خمیر چوب ارزان‌قیمت چاپ می‌شد تا جوانان طبقهٔ کارگر نیز توانایی خرید آن را داشته باشند. این نشریه در هفته بیش از یک میلیون نسخه می‌فروخت اما در اواخر قرن نوزدهم با پیدا شدن رقیبان سرسختی به خصوص نشریات نیم‌پنی به مرور افول کرد.